# Bradina subpurpurescens
Bradina subpurpurescens là một loài bướm đêm trong họ Crambidae.